# Arhiba
Arhiba („Willkommen“ auf Afar) ist ein Slum in Dschibuti, in dem hauptsächlich Angehörige der Volksgruppe der Afar wohnen.
Das Viertel wurde 1970 für Hafenarbeiter von der Volksgruppe der Afar eingerichtet. Diese sollten seit dem Streik von 1962 die Somali-Hafenarbeiter ersetzen, die aus Sicht der Verwaltung der damaligen französischen Kolonie eher zu Protestaktionen neigten. Aufgrund des großen Bevölkerungswachstums und weiterer Neuzuzüger entwickelte sich Arhiba bald zum dicht besiedelten Slum.
Im dschibutischen Bürgerkrieg schlossen sich auch Einwohner von Arhiba der Rebellenorganisation FRUD an, die sich gegen die Benachteiligung der Afar durch die Somali wandte. Am 18. Dezember 1991 geschah das Massaker von Arhiba, bei dem Sicherheitskräfte mindestens 30 Afar-Zivilisten töteten und 80 verletzten. Gemäß einem Bericht von Amnesty International waren laut Augenzeugen zuvor über 100 Personen eingekreist worden, um ihre Identität zu überprüfen. Anschließend sei auf Menschen, die zu entkommen versuchten oder nicht in Fahrzeuge einsteigen wollten, geschossen worden. Auch ein Afar-Mitglied der Sicherheitskräfte, das sich weigerte, auf Zivilisten zu schießen, sei getötet worden. Dieses Ereignis erhöhte den Druck auf die Regierung unter Hassan Gouled Aptidon und trug dazu bei, dass diese der Wiedereinführung einer Mehrparteiendemokratie zustimmte.
Infolge der Modernisierung der Hafenanlagen haben etliche Bewohner von Arhiba ihre Arbeit verloren. 2005 lebten schätzungsweise 20.000 Menschen in Arhiba.